# کانی سیدشکره
کانی سیدشکره(به کردی: کانی سەی شوکرە، Kanî sey şukre) روستایی از توابع بخش زیویه در شهرستان سقز است که در استان کردستان ایران قرار دارد.

## جمعیت
این روستا در دهستان تیلکوه واقع شده و براساس سرشماری سال ۱۳۸۵، جمعیت آن ۵۵ نفر (۱۵ خانوار) بوده‌است.